# Ikot Ekpene
Ikot Ekpene ist eine Stadt und eine Local Government Area (LGA) im Südosten von Nigeria. Sie ist eine der größten Siedlungen des Bundesstaates Akwa Ibom, der vor allem für seine große Erdölproduktion bekannt ist. Die Einwohnerzahl der LGA wurde 2016 auf 198.700 geschätzt.
Sie ist die politische und kulturelle Hauptstadt der ethnischen Gruppe der Annang und Ibibio in Nigeria. Die Ibibios leben im Osten und die meisten Annang leben im Süden der Stadt. Die Stadt liegt an der Autobahn A342, die parallel zur Küste verläuft, zwischen Calabar im Südosten und Aba im Westen. Die Hauptstadt des Bundesstaates, Uyo, liegt an dieser Straße direkt im Osten. Umuahia ist die nächste größere Stadt im Norden.

## Geschichte
Laut mündlichen Überlieferungen der Annang wurde die Stadt im 16. Jahrhundert besiedelt. Obwohl die meisten Bewohner der Gegend bis Anfang des 20. Jahrhunderts keinen direkten Kontakt mit europäischen Händlern hatten, die sie Mbakara nannten, wird angenommen, dass europäische Handelsartikel die Menschen ab dem 17. Jahrhundert erreichten.
Im November 1903 kamen britische Truppen aus Calabar in das Gebiet und errichteten dort im folgenden Jahr eine Garnison. Von Ikot Ekpene aus marschierten die Truppen nach Uyo und von dort nach Abak und Opobo (heute Ikot Abasi). Bis 1919 öffnete sich der Handel mit den Europäern, als die Stadt zu einem Verwaltungszentrum wurde. Im Jahr 1937 baute die Kolonialverwaltung den Hauptmarkt und trennte diejenigen, die importierte europäische Waren verkauften, von den einheimischen Artikeln. 
Ikot Ekpene wurde, wahrscheinlich mehr als jede andere Stadt, im Biafra-Krieg ernsthaft in Mitleidenschaft gezogen. Sie hatte sowohl für die Biafrianer als auch für die Nigerianer eine strategische militärische und politische Bedeutung. Die Stadt und das Gebiet wechselten in diesem erbitterten Konflikt mindestens dreimal den Besitzer. Nach dem Krieg führte die neue Reorganisation und Staatsstruktur zu einer Politik, die die historische Bedeutung der Stadt nicht anerkannte, da die meisten der Annang-Führer während des Krieges getötet wurden.

## Wirtschaft
Ikot Ekpene ist als regionales Handelszentrum bekannt, mit bemerkenswerten Exporten von Palmprodukten, insbesondere Palmöl, Raphia-Produkten, einschließlich Raphia-Fasern und deren Wein, und Bodenfrüchten wie Yamswurzeln, Maniok, Taro und Mais. Die Bevölkerung besteht hauptsächlich aus dem Annang-Volk mit einer kleinen Anzahl von Igbo-Händlern und Hausa-Verkäufern. Bedeutende Exportprodukte sind Korbflechterei, Bildhauerei und vor allem Möbel aus Raphiabast.

## Religion
Der Hauptsitz des Bistums Ikot Ekpene befindet sich in der Stadt.